# 吉田正俊 (英文学者)
吉田 正俊（よしだ まさとし、1913年 - 1998年11月8日）は、日本の英文学者。
東京生まれ。1940年東京文理科大学英文科卒。福原麟太郎に師事。共立女子大学助教授、教授、1984年定年、名誉教授。フランス文学者・吉田城は息子。

## 著書
- 『英語 昭和31年版』旺文社 高校入学者のための学力検査対策シリーズ 1955
- 『英語の突破 昭和32年版』旺文社 高校入試突破シリーズ 1956
- 『中学英語の研究』池田書店 1956
- 『英語 中学生の模範学習』講談社教育図書出版部 1957
- 『中学英語問題総しあげ 短期完成』講談社教育図書出版部 1957
- 『要訳英文法』文英堂 1957
- 『アメリカこぼれ話』垂水書房 1959
- 『アメリカ風物鶏肋集 トランプから墓場まで』大修館書店 1962
- 『アメリカ風物誌』潮文社 1963
- 『異説大正期の文学』共立女子大学文芸学部 1964
- 『異説大正期の文学 続 第1』共立女子大学文芸学部 1968
- 『西と東の狂言綺語』大修館書店 1979
- 『潮騒を聴く 英語文化とその周辺』聖文社 1981
- 『愚者の楽園 人魚・魔王・そして英語再入門』花曜社 1986
- 『都市と芸術家たち 美都パリの文芸案内』文英堂 1992

### 共編著
- 『全講英文法 現代英米文法の新研究』黒田巍共著 山田書院 1957
- 『問題点の追求技法基礎英文法』氏家文昭共著 研数書院 1964
- 『サミットの英語』編著 文英堂 サミットシリーズ 1965
- 『テーマ別英語長文問題集 第3集』編著 学習研究社 速読速解シリーズ 1970
- 『中学ニューワールド英和辞典』中村義勝共編 講談社 1973
- 『文学要語辞典 改訂増補版』福原麟太郎共編 研究社出版 1978
- 『英和基本語小辞典』中村義勝共編集 講談社学術文庫 1979
- 『シェイクスピアの音楽』有村祐輔共編著 大修館書店 1985
- 『中学ニューワールド和英辞典』中村義勝共編 講談社 1990
- 『入試英文解釈合格事典 必修構文から長文読解法まで』共著 聖文社 1992
- 『入試英文法合格事典 必修事項から盲点問題まで』共著 聖文社 1992
- 『講談社ハウディ英和辞典』中村義勝共編 講談社 1994
- 『講談社ハウディ英和・和英辞典』中村義勝共編 講談社 1996
- 『講談社ハウディ和英辞典』中村義勝共編 講談社 1996
- 『ふりがな英和辞典』中村義勝共編 講談社インターナショナル 1996
- 『ふりがな和英・英和辞典』中村義勝共編 講談社インターナショナル 1999

### 翻訳
- ジョン・ミルナー『象徴派とデカダン派の美術』PARCO出版局 パルコピクチュアバックス 1976
- コリン・アイズラー『巨匠たちの素描』抄訳 講談社 1977
- Timothy J.Vance『ローマ字和英辞典』中村義勝共編 講談社インターナショナル 1993